# Хъдсън (залив)
Вижте пояснителната страница за други значения на Хъдсън.
Хъдсън (също Хъдсънов залив; на английски: Hudson Bay; на френски: Baie d'Hudson; на инуктитут: Kangiqsualuk ilua) е голям соленоводен залив в Североизточна Канада. Част е от Северния ледовит океан, както и от северната част на Атлантическия океан. Има площ от 1 230 000 km2. Носи името на английския мореплавател Хенри Хъдсън, който през 1610 г. става първият европеец, изследвал водите на залива.
Има много голям водосборен басейн с площ от 3 861 400 km2, който включва части от Югоизточен Нунавут, Саскачеван, Албърта, по-голямата част от Манитоба, Онтарио, Квебек и части от Северна Дакота, Южна Дакота, Минесота и Монтана. Южният ръкав на Хъдсъновия залив се нарича залив Джеймс.
В северната част на залива Хъдсън се е намирал южният магнитен полюс с координати 70° 5' с.ш. и 96° 46' з.д.

## История
Английските изследователи и колонизатори наричат залива Хъдсън по името на Хенри Хъдсън, който изследва залива от 2 август 1610 г. с кораба си „Дискавъри“. По време на четвъртия си поход към Северна Америка, Хъдсън си проправя път около западния бряг на Гренландия и достига залива, като картографира по-голямата част от източния му бряг. „Дискавъри“ попада в леден капан през зимата и екипажът оцелява на брега на южния край на залива Джеймс. Когато ледът се разтопява през пролетта, Хъдсън иска да изследва останалата част от залива, но екипажът започва метеж на 22 юни 1611 г. Те оставят Хъдсън и негови доближени по течението в малка лодка. Никой не знае съдбата на Хъдсън и останалите хора с него, но историците не са открили доказателства да са оцелели дълго време след това.
През 1668 г. корабът „Нонсъч“ достига залива, за да търгува с борбови кожи, което води до създаването на компанията „Хъдсън Бей“, която все още носи това име. Компанията си договаря търговски монопол от Англия за целия водосборен басейн на залива Хъдсън, наречен Земя на Рупърт. Франция оспорва това решение и изпраща няколко военни експедиции в региона, но изостава исканията си в Утрехтския мирен договор от април 1713 г.
През този период Хъдсън Бей построяват няколко фабрики, укрепления и търговски постове по брега и при устията на големи реки. Стратегическите места са бази за изследване на вътрешността на земята. Нещо повече, те са търговски точки за коренните народи, които идват с кожи от своя улов. Хъдсън Бей изпращат кожите към Европа и продължават да използват някои от тези постове и през 20 век. Чърчил (Манитоба) е важно звено за търговски доставки с Европа и Русия до 2016 г., когато пристанището е затворено.
Търговският монопол на Хъдсън Бей свършва през 1870 г., а Земя на Рупърт е прехвърлена на Канада в състава на Северозападните територии. През 1913 г. започва подробно картографиране на залива от канадския кораб CSS „Aкадия“ с цел разработване на корабоплаването в него. Процесът на картографирано води до образуването на град Чърчил като пристанище за износ на пшеница през 1929 г. след неуспешен опит при Порт Нелсън.

## География
Представлява голямо вътрешно море и граничи с канадските провинции Квебек, Онтарио, Манитоба и територията Нунавут. Отделен е от Бафиново море от остров Бафинова земя. С Атлантическия океан се свързва чрез протока Хъдсън.
Площта на акваторията му е 1,23 милиона km². Максималната дълбочина достига 270 m. Започва да се покрива с лед от средата на ноември, а ледената покривка се задържа до юни. Солеността на водата е по-ниска от средната за световния океан, което се дължи на по-ниското ниво на изпарения (поради дългата ледена покривка) и големия брой пълноводни реки, които се вливат в него. Западните брегове на залива са чувствително по-високи от източните.
Климатът на залива е с много ниски температури целогодишно – средногодишната температура за Чърчил е −5 °C. Водната температура достига своя максимум от 8 – 9 °C по западното крайбрежие.
В залива има много острови, като повечето са близо до източното крайбрежие. Всички те административно приспадат към Нунавут.

### Геология
Хъдсън представлява вътрешно море, възникнало в резултат на затопляне на низините от водите на гигантско ледниково езеро в хора на климатични катаклизъм преди около 6200 г. пр.н.е., като точният период е обект на дискусии. Намира се на територията на Канадския щит. В югоизточната част на залива се предполага, че има ударен метеоритен кратер с диаметър 443 km.
Заливът е разположен в центъра на гравиметрична аномалия, която е детайлно картографирана от спътниковата мисия GRACE.

## Фауна
От рибите най-голямо разпространение има арктическата пъстърва (Salvelinus alpinus) и полярната треска (Boreogadus saida). Над 20 000 китове белуга всяка година летуват по западните брегове на залива.
Бялата мечка е другият важен обитател на залива.